# Nuncjatura Apostolska w Czechach
Nuncjatura Apostolska w Czechach – misja dyplomatyczna Stolicy Apostolskiej w Republice Czeskiej. Siedziba nuncjusza apostolskiego mieści się w Pradze.

## Historia
W 1920 papież Benedykt XV utworzył Nuncjaturę Apostolską w Czechosłowacji. Po II wojnie światowej nuncjusz apostolski abp Saverio Ritter wrócił do Pragi, lecz po jego odwołaniu w 1950 i przejęciu władzy przez komunistów nuncjatura zanikła. Kolejny nuncjusz apostolski w Czechosłowacji mianowany został w 1990. 1 stycznia 1993 w wyniku rozpadu Czechosłowacji nuncjatura zmieniła nazwę na obecną.

## Nuncjusze apostolscy w Czechosłowacji i w Czechach
- abp Clemente Micara (1920 - 1923) Włoch
- abp Francesco Marmaggi (1923 - 1928) Włoch
- abp Pietro Ciriaci (1928 - 1934) Włoch
- abp Saverio Ritter (1935 - 1950) Włoch
- abp Giovanni Coppa (1990 - 2001) Włoch
- abp Erwin Josef Ender (2001 - 2003) Niemiec
- abp Diego Causero (2004 - 2011) Włoch
- abp Giuseppe Leanza (2011 - 2018) Włoch
- abp Charles Balvo (2018 - 2022) Amerykanin
- abp Jude Thaddeus Okolo (od 2022) Nigeryjczyk